# Europæisk sumpskildpadde
Europæisk sumpskildpadde (Emys orbicularis) en skildpadde, der lever i det sydlige og centrale Europa, det vestlige Asien og Nordafrika. I Danmark findes den europæiske sumpskildpadde i dag kun på Silkeborg og Thyregod-egnen,[kilde mangler] men tidligere fandtes den også andre steder i landet. Det er usikkert om den nulevende danske bestand er naturlig eller resultatet af en udsætning. Skjoldet er typisk 15-20 cm langt.
Den europæiske sumpskildpadde er fredet i Danmark. Den er vurderet som utilstrækkelige data på den danske rødliste 2019.